# أوراق نقدية أسترالية من الجنيه الاسترليني
الأوراق النقدية الاسترالية بالجنيه الأسترليني أصدرت لأول مرة في العديد من البنوك الخاصة في أستراليا بدءًا من بنك نيو ساوث ويلز في عام 1817. لم يكن قبول الأوراق النقدية الخاصة إلزاميًا بموجب قوانين العطاء القانوني ولكنها كانت تستخدم على نطاق واسع وتقبل. كما أصدرت حكومة كوينزلاند سندات الخزانة (1866-1869) والأوراق النقدية (1893-1910) والتي كانت بمثابة العطاء القانوني في كوينزلاند. زأصدرت حكومة نيو ساوث ويلز سلسلة محدودة من سندات الخزانة في عام 1893.
في عام 1910 أقر الكومنولث قانون الأوراق النقدية الأسترالية لعام 1910 لبدء الإصلاح المصرفي والنقدي. وقد نص القانون على أنه بعد ستة أشهر من تاريخ إقراره (16 سبتمبر 1910) لن تتمكن البنوك الخاصة من إصدار أي شكل من أشكال النقود وأن أي ورقة مالية أو أداة صادرة عن بنك الدولة لن تعتبر بمثابة عملة قانونية. كما أنشأ القانون صلاحيات الكومنولث في إصدار وإعادة إصدار وإلغاء الأوراق النقدية الأسترالية. كما أنشأ القانون الفئات ووضع العطاء القانوني وكمية العملات الذهبية التي يُحتفظ بها كاحتياطي لتأمين الإصدارات. ثم في 10 أكتوبر 1910 (قبل تاريخ سريان قانون الأوراق النقدية) فرض قانون ضريبة الأوراق النقدية لعام 1910 ضريبة قدرها "عشرة جنيهات إسترلينية" على جميع الأوراق النقدية الصادرة أو المعاد إصدارها. وأقروا قانون ثالث لإصلاح العملة في 22 ديسمبر 1911 مما أدى إلى إنشاء بنك الكومنولث. كما نص قانون بنك الكومنولث لعام 1911 على وجه التحديد على أن البنك لا يجوز له إصدار أوراق نقدية أو أوراق نقدية للتداول. وأصدرت وزارة الخزانة الأسترالية الأوراق النقدية حتى عام 1920 عندما عُدل قانون بنك الكومنولث لعام 1911. ثم أنشأ التعديل إدارة لإصدار الأوراق النقدية داخل البنك والتي تولت المسؤوليات التي كانت تتولاها وزارة الخزانة سابقًا.
في 14 فبراير 1966 استبدل الجنيه الأسترالي بعملة عشرية الدولار الأسترالي والذي قُسِّم إلى مئة سنت.

## الأوراق النقدية المكتوبة (1910-1914)
تكون أول إصدار وطني من النقود الورقية (المعروف باسم الأوراق النقدية المطبوعة) من أوراق نقدية مطبوعة من خمسة عشر بنكًا خاصًا وحكومة كوينزلاند وصدرت بين عامي 1910 و1914 في فئات 1 جنيه إسترليني و5 جنيهات إسترلينية و10 جنيهات إسترلينية و20 جنيه إسترليني و50 جنيه إسترليني و100 جنيه إسترليني. فالأوراق النقدية التي اشترتها الحكومة الأسترالية من أسهم البنك الخاص المتبقية كانت مطبوعة عليها عبارة "أوراق نقدية أسترالية". أما الأوراق النقدية المتبقية التي تزيد عن فئة 10 جنيهات إسترلينية فهي نادرة للغاية: من المعروف وجود ورقتين نقديتين بقيمة 20 جنيه إسترليني (مملوكتين للقطاع الخاص) وأوراق نقدية بقيمة 50 جنيه إسترليني معروفة في مجموعات بنك الاحتياطي الأسترالي ومعرض جنوب أستراليا للفنون ولا يُعرف وجود أي أوراق نقدية بقيمة 100 جنيه إسترليني من هذه السلسلة.
| ميثاق البنك (قيد التشغيل)                        | الموقع                 | الفروع                               | الإصدار          | قيد التشغيل |
| ------------------------------------------------ | ---------------------- | ------------------------------------ | ---------------- | ----------- |
| البنك الأسترالي للتجارة المحدودة                 | سيدني، نيو ساوث ويلز   | بريسبان، سيدني                       | 1،5،10،50        | 1910–31     |
| بنك أديلايد                                      | أديلايد، جنوب أستراليا | أديلايد                              | 1،5،10،20،50     | 1865–1980   |
| بنك أسترالاسيا                                   | لندن، إنجلترا          | بريسبان، هوبارت، ملبورن، بيرث، سيدني | 1،5،10،50،100    | 1835–1951   |
| بنك نيو ساوث ويلز                                | سيدني، نيو ساوث ويلز   | أديلايد، ملبورن، بيرث، سيدني         | 1،5،10،20،50،100 | 1817–1982   |
| بنك فيكتوريا المحدود                             | ملبورن، فيكتوريا       | ملبورن                               | 1،5،10،20،50     | 1852–1927   |
| بنك مدينة سيدني                                  | سيدني، نيو ساوث ويلز   | سيدني                                | 1،5،10،20،50     | 1864–1918   |
| البنك الاستعماري لأستراليا                       | ملبورن، فيكتوريا       |                                      |                  | 1856–1918   |
| البنك التجاري الأسترالي المحدود                  | ملبورن، فيكتوريا       | هوبارت، بيرث                         | 1,5              | 1866–1982   |
| البنك التجاري في تسمانيا المحدود                 | هوبارت، تسمانيا        | هوبارت، لونسيستون                    | 1،5،10،20        | 1829–1921   |
| شركة الخدمات المصرفية التجارية المحدودة في سيدني | سيدني، نيو ساوث ويلز   | سيدني                                | 1،5،10           | 1834–1982   |
| البنك الإنجليزي الاسكتلندي والأسترالي المحدود    | لندن، إنجلترا          | أديلايد، ملبورن، سيدني               | 1،5،10،20،50     | 1852–1970   |
| بنك لندن أستراليا المحدود                        | لندن، إنجلترا          | أديلايد، ملبورن، سيدني               | 1،5،10،50،100    | 1852–1921   |
| البنك الوطني الأسترالي المحدود                   | ملبورن، فيكتوريا       | أديلايد، ملبورن، بيرث، سيدني         | 1،5،10،20،50،100 | 1858–1982   |
| حكومة كوينزلاند                                  | بريسبان، كوينزلاند     | بريسبان                              | 1,5              | 1893–1910   |
| البنك الملكي الأسترالي المحدود                   | لندن، إنجلترا          | ملبورن، سيدني                        | 1                | 1888–1927   |
| بنك الاتحاد الأسترالي المحدود                    | لندن، إنجلترا          | أديلايد، هوبارت، ملبورن، بيرث، سيدني | 1،5،10،20،50     | 1837–1951   |
| بنك غرب أستراليا                                 | بيرث، واشنطن           | بيرث                                 | 1،5،10           | 1841–1927   |

## أوراق نقدية من الكومنولث بالجنيه الأسترالي
في عام 1913 قُدم أول أوراق نقدية وطنية بفئات 10 شلن و1 جنيه إسترليني و5 جنيهات إسترلينية و10 جنيهات إسترلينية. ثم شهد عام 1914 تقديم أوراق نقدية من فئة 20 جنيه إسترليني و50 جنيه إسترليني و100 جنيه إسترليني و1000 جنيه إسترليني. ولم تشهد ورقة الألف جنيه إسترليني سوى تداول محدود ثم اقتصر استخدامها فيما بعد على التعاملات بين البنوك. دمروا المخزونات في عام 1969 ولا توجد أمثلة غير ملغاة من هذه الورقة النقدية معروفة في أيدي خاصة ذلك مع بيع مثال ملغي واحد في مزاد عام 2007 مقابل 1.200.000 دولار أسترالي.
قدمت تعديلات التصميم بسرعة إلى حد ما. فابتداءً من عام 1915 تضمنت الأوراق النقدية من فئة 10 شلن طباعة حمراء مكتوب عليها "نصف سيفرن". وقلص حجم الأوراق النقدية لفئة 1 جنيه إسترليني (1923) و5 جنيهات إسترلينية (1924) و10 جنيهات إسترلينية (1925). قدمت صورة الملك جورج الخامس في منتصف عشرينيات القرن العشرين على الأوراق النقدية من فئة 10 شلنات إلى 10 جنيهات إسترلينية. ولا تزال هذه الأوراق النقدية تشير إلى قابلية العملة للتحويل إلى ذهب عند الطلب. كما أعدت ورقة نقدية أحدث بقيمة 1000 جنيه إسترليني (1923-1928) تحمل صورة جورج الخامس ولكن لم تُصدر أبدًا. اكتشفت ورقة نقدية مختومة في لندن عام 1996 وباعوها بعد ذلك بمبلغ تجاوز الـ200 ألف دولار. ومع ذلك لا يعترف بهذه الورقة النقدية باعتبارها إصدارًا شرعيًا للأوراق النقدية الأسترالية.
بعد بداية الكساد الأعظم في عام 1933 مباشرة لم يعد من الممكن استبدال العملة الأسترالية بالذهب بالسعر الذي حوفظ عليه سابقًا وهو سوفرن ذهبية واحدة مقابل عملة جنيه إسترليني واحد. وبعد ذلك صممت سلسلة جديدة من الأوراق النقدية القانونية تحمل مرة أخرى صورة الملك جورج الخامس في فئات 10 شلنات و1 جنيه إسترليني و5 جنيهات إسترلينية و10 جنيهات إسترلينية. قاموا بالحفاظ على هذه الفئات والتصميمات وتعديلها لتلائم صورة الملك جورج السادس في عام 1938. وبالنسبة لكلا الإصدارين أعدت عينات بقيمة 50 جنيه إسترليني و100 جنيه إسترليني ولكنها لم تُصدر.

### إصدار ورقة الجنيه الأسترالي النقدية (1913-1965)
| الإصدار                  | القيمة (التاريخ)                        | ورقة نقدية                                                               | الأصناف                                                                                  | حجم الصور |
| ------------------------ | --------------------------------------- | ------------------------------------------------------------------------ | ---------------------------------------------------------------------------------------- | --- |
| 1913 الإصدار الأول       | 0000.25-1916 5 شلن ‏ حوالي عام 1916      |                                                                          | سيروتي وكولينز (مطبوعة، غير منشورة)                                                      | O : جورج الخامس |
| 1913 الإصدار الأول       | 0000.50-1913 10 شلنات ‏ 1913             | AUS-Commonwealth of Australia-10 Shillings (1913).jpg                    | كولينز وألين (1913)                                                                      | O : الأسلحة ر : سد جولبورن ‏ 194 مـم × 83 مـم (7.6 بوصة × 3.3 بوصة) |
| 1913 الإصدار الأول       | 0001.00-1913 1 جنيه 1913                |                                                                          | كولينز وألين                                                                             | O : أذرع متوجة، باللون الأزرق مع طباعة سفلية متعددة الألوان ر : عمال مناجم الذهب تحت الأرض 184 مـم × 92 مـم (7.2 بوصة × 3.6 بوصة)                                                       |
| 1913 الإصدار الأول       | 0001.00-1913a 1 جنيه (1894) 1914–15     |                                                                          | كولينز وألين مذكرة طارئة مكتوب عليها                                                     | O :رمزية المرأة مع المرساة 182 مـم × 118 مـم (7.2 بوصة × 4.6 بوصة) |
| 1913 الإصدار الأول       | 0001.00-1913 1 جنيه 1914–15             | AUS-2-Commonwealth of Australia-One Pound (1913 - 1914) Rainbow Note.jpg | كولينز وألين مذكرة إصدار الطوارئ                                                         | O : نص أسود على طباعة سفلية متعددة الألوان ر : نقش معاصر 184 مـم × 102 مـم (7.2 بوصة × 4.0 بوصة)                                                                                        |
| 1913 الإصدار الأول       | 1000.00-19141,000 جنيه إسترليني 1914–24 | AUS-2A-Commonwealth of Australia-1000 Pounds (1914-24).jpg               | كولينز وألين كيل وكولينز (1925)                                                          | O : الأسلحة ر : أغنام ميرينو في بونغاري 215 مـم × 143 مـم (8.5 بوصة × 5.6 بوصة) |
| الإصدار الثاني لعام 1913 | 0000.50-1918 10 شلن 1915–18             | AUS-3b-Commonwealth of Australia-10 Shillings (1918).jpg                 | كولينز وألين (1915) سيروتي وكولينز (1918)                                                | O : شعار النبالة ، نص أزرق متعدد الألوان مطبوع أسفله، "نصف سيادة" مطبوع فوقه باللون الأحمر ر : سد جولبورن ‏ 197 مـم × 88 مـم (7.8 بوصة × 3.5 بوصة)                                       |
| الإصدار الثاني لعام 1913 | 0001.00-1918 1 جنيه 1913–18             | AUS-4d-Commonwealth of Australia-One Pound (1918).jpg                    | كولينز وألين (1914) سيروتي وكولينز (1918)                                                | O : أذرع متوجة، باللون الأزرق مع طباعة سفلية متعددة الألوان ر : عمال مناجم الذهب تحت الأرض 184 مـم × 92 مـم (7.2 بوصة × 3.6 بوصة)                                                       |
| الإصدار الثاني لعام 1913 | 0005.00-1918 5 جنيهات ‏ 1913–18          | AUS-5c-Commonwealth of Australia-5 Pounds (1918).jpg                     | كولينز وألين سيروتي وكولينز (1918)                                                       | O : أذرع ، زرقاء مع طباعة سفلية متعددة الألوان ر : منظر طبيعي لنهر هوكسبيري 167 مـم × 105 مـم (6.6 بوصة × 4.1 بوصة)                                                                     |
| الإصدار الثاني لعام 1913 | 0010.00-1918 10 جنيهات ‏ 1913–18         | AUS-6b-Commonwealth of Australia-10 Pounds (1918).jpg                    | كولينز وألين سيروتي وكولينز (1918)                                                       | O : أذرع ، زرقاء مع طباعة سفلية متعددة الألوان ر : عربات محملة بأكياس الحبوب في محطة سكة حديد نارووناه ‏ 165 مـم × 102 مـم (6.5 بوصة × 4.0 بوصة)                                         |
| الإصدار الثاني لعام 1913 | 0020.00-191820 جنيهًا إسترلينيًا 1914–18  | AUS-7b-Commonwealth of Australia-20 Pounds (1918).jpg                    | كولينز وألين سيروتي وكولينز (1918)                                                       | O : أذرع ، زرقاء مع طباعة سفلية متعددة الألوان ر : عمال قطع الأشجار في جزيرة بروني ‏ 165 مـم × 98 مـم (6.5 بوصة × 3.9 بوصة)                                                              |
| الإصدار الثاني لعام 1913 | 0050.00-191850 جنيهًا إسترلينيًا 1914–18  | AUS-8c-Commonwealth of Australia-50 Pounds (1918).jpg                    | كولينز وألين سيروتي وكولينز (1920)                                                       | O : أذرع ، زرقاء مع طباعة سفلية متعددة الألوان ر : أغنام ميرينو ، بونغاري 166 مـم × 102 مـم (6.5 بوصة × 4.0 بوصة)                                                                       |
| الإصدار الثاني لعام 1913 | 0100.00-1918100 جنيه إسترليني 1914–18   | AUS-9c-Commonwealth of Australia-100 Pounds (1918).jpg                   | كولينز وألين سيروتي وكولينز (1924)                                                       | O : أذرع ، زرقاء مع طباعة سفلية متعددة الألوان ر : شلالات ليورا ‏ ، نهر يارا ‏ العلوي 168 مـم × 102 مـم (6.6 بوصة × 4.0 بوصة)                                                             |
| إصدار 1923–25            | 0000.50-1923نصف سوفرن 1923              | AUS-10-Commonwealth Bank of Australia-Half Sovereign (1923).jpg          | ميلر وكولينز (1923)                                                                      | O : جورج الخامس ، بني مع طباعة سفلية متعددة الألوان، طباعة علوية نصف سوفرن ر : سد جولبورن ‏ 180 مـم × 78 مـم (7.1 بوصة × 3.1 بوصة)                                                       |
| إصدار 1923–25            | 0001.00-1923 1 جنيه 1923                | AUS-11b-Commonwealth Bank of Australia-One Pound (1923).jpg              | ميلر وكولينز                                                                             | O : جورج الخامس ، أخضر زيتوني مع طباعة أساسية متعددة الألوان ر : هبوط كوك في خليج بوتاني ‏ 180 مـم × 78 مـم (7.1 بوصة × 3.1 بوصة)                                                        |
| إصدار 1923–25            | 0005.00-1924 5 جنيهات ‏ 1924–27          | AUS-13a-Commonwealth Bank of Australia-5 Pounds (1924).jpg               | كيل وكولينز (1924) كيل وهيذرشو (1927)                                                    | O : جورج الخامس ، أزرق مع طباعة سفلية متعددة الألوان ر : منظر طبيعي لنهر هوكسبيري 180 مـم × 78 مـم (7.1 بوصة × 3.1 بوصة)                                                                |
| إصدار 1923–25            | 0010.00-1925 10 جنيهات ‏ 1925            | AUS-14-Commonwealth Bank of Australia-10 Pounds (1925).jpg               | كيل وكولينز (عينة فقط)                                                                   | O : جورج الخامس ، أحمر مع طباعة أساسية متعددة الألوان ر : عربات محملة بأكياس الحبوب 180 مـم × 78 مـم (7.1 بوصة × 3.1 بوصة)                                                              |
| إصدار 1926–27            | 0000.50-1926نصف سوفرن 1926–33           | AUS-15d-Commonwealth Bank of Australia-Half Sovereign (1933).jpg         | كيل وكولينز (1926) كيل وهيذرشو (1927) ريدل وهيذرشو (1928) ريدل وشيهان (1933)             | O : جورج الخامس ، بني مع طباعة سفلية متعددة الألوان، طباعة علوية نصف سوفرن ر : سد جولبورن ‏ 180 مـم × 78 مـم (7.1 بوصة × 3.1 بوصة)                                                       |
| إصدار 1926–27            | 0001.00-1926 1 جنيه 1926–32             | AUS-16c-Commonwealth Bank of Australia-One Pound (1927).jpg              | كيل وكولينز (1926) كيل وهيذرشو (1927) ريدل وهيذرشو (1927) ريدل وشيهان (1932)             | O : جورج الخامس ، أخضر زيتوني مع طباعة أساسية متعددة الألوان ر : هبوط كوك في خليج بوتاني ‏ 180 مـم × 78 مـم (7.1 بوصة × 3.1 بوصة)                                                        |
| إصدار 1926–27            | 0005.00-1927 5 جنيهات ‏ 1927–32          |                                                                          | ريدل وهيذرشو (1927) ريدل وشيهان (1932)                                                   | O : جورج الخامس ، أزرق مع طباعة سفلية متعددة الألوان ر : منظر طبيعي لنهر هوكسبيري 180 مـم × 78 مـم (7.1 بوصة × 3.1 بوصة)                                                                |
| إصدار 1926–27            | 0010.00-1925 10 جنيهات ‏ 1925–33         |                                                                          | كيل وكولينز (1925) ريدل وهيذرشو (1925) ريدل وشيهان (1933)                                | O : جورج الخامس ، أحمر مع طباعة أساسية متعددة الألوان ر : عربات محملة بأكياس الحبوب في محطة سكة حديد نارووناه ‏ 180 مـم × 77 مـم (7.1 بوصة × 3.0 بوصة)                                   |
| إصدار 1933–34            | 0000.50-1933 10 شلن 1933                |                                                                          | ريدل وشيهان (1933)                                                                       | O : جورج الخامس ، بني مع طباعة سفلية متعددة الألوان ر : استعارة التصنيع WM : إدوارد الثامن كأمير ويلز 155 مـم × 81 مـم (6.1 بوصة × 3.2 بوصة)                                            |
| إصدار 1933–34            | 0000.50-1934 10 شلنات ‏ 1934             | AUS-20-Commonwealth Bank of Australia-10 Shillings (1934).jpg            | ريدل وشيهان (1934)                                                                       | O : جورج الخامس ، بني مع طباعة سفلية متعددة الألوان، طباعة علوية عشرة شلنات ر : استعارة التصنيع WM : إدوارد الثامن كأمير ويلز 155 مـم × 81 مـم (6.1 بوصة × 3.2 بوصة)                    |
| إصدار 1933–34            | 0000.50-1936 10 شلن 1936–39             | AUS-21-Commonwealth Bank of Australia-10 Shillings (1936–39).jpg         | ريدل وشيهان (1936)                                                                       | O : جورج الخامس ، برتقالي مع طباعة سفلية متعددة الألوان، طباعة علوية عشرة شلنات ر : استعارة التصنيع WM : إدوارد الثامن كأمير ويلز ، الحجم المخفض 137 مـم × 76 مـم (5.4 بوصة × 3.0 بوصة) |
| إصدار 1933–34            | 0001.00-1933 1 جنيه 1933–38             | AUS-22a-Commonwealth Bank of Australia-One Pound (1933–38).jpg           | ريدل وشيهان                                                                              | O : جورج الخامس ، أخضر مع طباعة أساسية متعددة الألوان ر : الرعاة مع الأغنام WM : إدوارد الثامن كأمير ويلز 155 مـم × 79 مـم (6.1 بوصة × 3.1 بوصة)                                        |
| إصدار 1933–34            | 0005.00-1933 5 جنيهات ‏ 1933–39          | AUS-23b-Commonwealth Bank of Australia-Five Pounds (1933–39).jpg         | ريدل وشيهان                                                                              | O : جورج الخامس ، أزرق مع طباعة أساسية متعددة الألوان ر : عمال الموانئ مع البراميل والأكياس WM : إدوارد الثامن كأمير ويلز 181 مـم × 79 مـم (7.1 بوصة × 3.1 بوصة)                        |
| إصدار 1933–34            | 0010.00-1934 10 جنيهات ‏ 1934–39         | AUS-24-Commonwealth Bank of Australia-10 Pounds (1934–39).jpg            | ريدل وشيهان                                                                              | O : جورج الخامس ، أحمر مع طباعة أساسية متعددة الألوان ر : رمزية الزراعة WM : إدوارد الثامن كأمير ويلز 181 مـم × 79 مـم (7.1 بوصة × 3.1 بوصة)                                            |
| إصدار 1938–40            | 0000.25-1946 5 شلن ‏ 1946                |                                                                          | أرميتاج وماكفارلين (لم يتم إصداره)                                                       | O : جورج السادس ، أسود مع طباعة سفلية باللون الأحمر والبني ر : عملة التاج الأسترالي |
| إصدار 1938–40            | 0000.50-1939 10 شلن 1939–54             | AUS-25a-Commonwealth Bank of Australia-10 Shillings (1939).jpg           | شيهان وماكفارلين (1939) أرميتاج وماكفارلين (1942) كومبس ووات (1949) كومبس وويلسون (1952) | O : جورج السادس ، برتقالي مع طباعة أساسية متعددة الألوان ر : رمزية الشركات المصنعة WM : الكابتن جيمس كوك 137 مـم × 76 مـم (5.4 بوصة × 3.0 بوصة)                                         |
| إصدار 1938–40            | 0001.00-1938 1 جنيه 1938–52             | AUS-26a-Commonwealth Bank of Australia-One Pound (1938).jpg              | شيهان وماكفارلين (1938) أرميتاج وماكفارلين (1942) كومبس ووات (1949) كومبس وويلسون (1952) | O : جورج السادس ، أخضر مع طباعة أساسية متعددة الألوان ر : الرعاة مع الأغنام WM : الكابتن جيمس كوك 155 مـم × 79 مـم (6.1 بوصة × 3.1 بوصة)                                                |
| إصدار 1938–40            | 0005.00-1939 5 جنيهات ‏ 1939–52          | AUS-27d-Commonwealth Bank of Australia-Five Pounds (1952).jpg            | شيهان وماكفارلين (1939) أرميتاج وماكفارلين (1941) كومبس ووات (1949) كومبس وويلسون (1952) | O : جورج السادس ، أزرق مع طباعة أساسية متعددة الألوان ر : عمال الموانئ مع البراميل والأكياس WM : الكابتن جيمس كوك 181 مـم × 79 مـم (7.1 بوصة × 3.1 بوصة)                                |
| إصدار 1938–40            | 0010.00-1940 10 جنيهات ‏ 1940–52         | AUS-28b-Commonwealth Bank of Australia-10 Pounds (1942).jpg              | شيهان وماكفارلين (1940) أرميتاج وماكفارلين (1943) كومبس ووات (1949) كومبس وويلسون (1952) | O : جورج السادس ، أحمر مع طباعة أساسية متعددة الألوان ر : رمزية الزراعة WM : الكابتن جيمس كوك 181 مـم × 79 مـم (7.1 بوصة × 3.1 بوصة)                                                    |
| إصدار 1938–40            | 0050.00-193950 جنيهًا إسترلينيًا 1939     |                                                                          | شيهان وماكفارلين عينة فقط، لم يتم إصدارها                                                | O : جورج السادس ، أرجواني مع طباعة أساسية متعددة الألوان WM :الكابتن جيمس كوك |
| إصدار 1938–40            | 0100.00-1939100 جنيه إسترليني 1939      |                                                                          | شيهان وماكفارلين عينة فقط، لم يتم إصدارها                                                | O : جورج السادس ، بني مع طباعة أساسية متعددة الألوان WM : الكابتن جيمس كوك (مشتبه به)                                                                                                   |
| 1953–54 إصدار            | 0000.50-1954 10 شلن 1954–66             | AUS-29-Commonwealth Bank of Australia-10 Shillings (1954-60).jpg         | كومبس وويلسون (1954) كومبس وويلسون (1961)                                                | O : ماثيو فليندرز ، ذراعان ، بنيان مع طباعة سفلية متعددة الألوان ر : مبنى البرلمان القديم ‏ WM : الكابتن جيمس كوك 137 مـم × 76 مـم (5.4 بوصة × 3.0 بوصة)                                 |
| 1953–54 إصدار            | 0001.00-1954 1 جنيه 1954–60             | AUS-26d-Commonwealth Bank of Australia-One Pound (1952).jpg              | كومبس وويلسون                                                                            | O : إليزابيث الثانية ، شعار النبالة ، باللون الأخضر مع طباعة متعددة الألوان ر : تشارلز ستورت وهاملتون هيوم دبليو إم : الكابتن جيمس كوك 156 مـم × 81 مـم (6.1 بوصة × 3.2 بوصة)           |
| 1953–54 إصدار            | 0005.00-1954 5 جنيهات ‏ 1954–59          | AUS-31-Commonwealth Bank of Australia-Five Pounds (1954).jpg             | كومبس وويلسون                                                                            | O : السير جون فرانكلين ، الأسلحة ، باللون الأزرق على طباعة سفلية متعددة الألوان ر : رأس الثور والبقرة، الأغنام WM : الكابتن جيمس كوك 167 مـم × 79 مـم (6.6 بوصة × 3.1 بوصة)             |
| 1953–54 إصدار            | 0010.00-1954 10 جنيهات ‏ 1954–59         | AUS-32-Commonwealth Bank of Australia-10 Pounds (1954–59).jpg            | كومبس وويلسون                                                                            | ع : حاكم. آرثر فيليب ، أذرع ، حمراء وسوداء مع طباعة سفلية متعددة الألوان ر : رمزية المرأة ذات البوصلة والعلم والصناعة 181 مـم × 79 مـم (7.1 بوصة × 3.1 بوصة)                            |
| إصدار 1960–61            | 0005.00-1960 5 جنيهات ‏ 1960–65          |                                                                          | كومبس وويلسون                                                                            | O : السير جون فرانكلين ، الأسلحة ، أسود على طباعة زرقاء ر : رأس الثور والبقرة، الأغنام WM : الكابتن جيمس كوك 167 مـم × 79 مـم (6.6 بوصة × 3.1 بوصة)                                     |
| إصدار 1960–61            | 0010.00-1960 10 جنيهات ‏ 1960–65         |                                                                          | كومبس وويلسون                                                                            | ع : حاكم. آرثر فيليب ، أذرع ، سوداء مع طباعة حمراء أسفلها ر : رمزية المرأة ذات البوصلة والعلم والصناعة. و م : الكابتن جيمس كوك. 181 مـم × 79 مـم (7.1 بوصة × 3.1 بوصة)                  |

### الحواشي
1. ↑  Pitt 2013، صفحة 163.
2. ↑  هذه المقالة منفصلة عن جنيه أسترالي. نُسخ النص الافتتاحي حرفيًا من قسم الأوراق النقدية في المقالة.
3. 1 2  Pitt 2013، صفحة 180.
4. ↑  Australian Notes Act 1910، صفحة 14.
5. 1 2  Australian Notes Act 1910، صفحة 15.
6. ↑  Bank Notes Tax Act 1910.
7. ↑  Commonwealth Bank Act 1911.
8. ↑  Commonwealth Bank Act 1911، صفحة Part II(8).
9. ↑  Commonwealth Bank Act 1920، صفحة No.7(60a-60h).
10. ↑  Department of Foreign Affairs and Trade (نوفمبر 2009). "Our currency". About Australia. Commonwealth of Australia. مؤرشف من الأصل في 2012-05-23. اطلع عليه بتاريخ 2013-07-12.
11. 1 2 3  Pitt 2013، صفحة 176.
12. ↑  Pitt 2013، صفحة 183.
13. ↑  Pitt 2013، صفحة 191.
14. ↑  Pitt 2013، صفحة 200.
15. 1 2  Pitt 2013، صفحة 207.
16. 1 2  Pitt 2013، صفحة 212.
17. ↑  Pitt 2013، صفحة 213.
18. ↑  Pitt 2013، صفحة 214.
19. 1 2  Pitt 2013، صفحة 215.
20. ↑  Pitt 2013، صفحة 184.
21. ↑  Pitt 2013، صفحة 195.
22. ↑  Pitt 2013، صفحة 202.
23. ↑  Pitt 2013، صفحة 208.
24. 1 2  Pitt 2013، صفحات 185–208.
25. ↑  Pitt 2013، صفحة 220.
26. ↑  Pitt 2013، صفحات 185–209.
27. ↑  Pitt 2013، صفحات 189–210.
28. ↑  Pitt 2013، صفحات 219–220.
29. ↑  Cuhaj 2010.
30. 1 2 3  Pitt 2013.
31. ↑  Pitt 2013، صفحة 192.
32. ↑  Pitt 2013، صفحة 193.
33. 1 2  Pitt 2013، صفحة 217.
34. ↑  These specimen notes (Treasury Issue) are perforation-cancelled and have black diagonal lines across the front and back. A single specimen note of this type appeared in auction in 2003 and is valued to be a six-figure (USD) banknote.[33]
35. ↑  Size variation up to +6mm in length.[15]
36. ↑  Size variation up to +4 mm in length and/or width.[16]
37. ↑  The 50 and 100-pound specimen notes with diagonal red overprint of the word "SPECIMEN" are unlisted in Renniks.[30]
38. ↑  Pitt 2013، صفحة 2013.
39. ↑  Size variation up to +2 mm in length.[40]
40. ↑  Pitt 2013، صفحات 186–98.
41. ↑  Size variation up to +2 mm in length and/or width.[43]
42. ↑  These specimen notes (Harrison Issue) are perforation-cancelled, have black diagonal lines across the front and back, and two large punch holes on the front left side. A single specimen note of this type appeared in auction and is valued to be a six-figure (USD) banknote.[33]

### الفهرس
- Cuhaj، George S.، المحرر (2009). Standard Catalog of World Paper Money Specialized Issues (ط. 11). Krause. ISBN:978-1-4402-0450-0. مؤرشف من الأصل في 2023-04-11.
- Cuhaj، George S.، المحرر (2010). Standard Catalog of World Paper Money General Issues (1368–1960) (ط. 13). Krause. ISBN:978-1-4402-1293-2. مؤرشف من الأصل في 2017-04-26.[وصلة مكسورة]
- Pitt، Michael T.، المحرر (2013). Renniks Australian Coin and Banknote Values (ط. 25). Renniks Publications. ISBN:978-0-9873386-2-4. مؤرشف من الأصل في 2023-07-16.
- Australian Notes Act، Act No. 11 of 16 September 1910. اطلع عليه بتاريخ 11 July 2015.
- Bank Notes Tax Act 1910، Act No. 14 of 10 October 1910. اطلع عليه بتاريخ 11 July 2015.
- Commonwealth Bank Act 1911، Act No. 18 of 22 December 1911. اطلع عليه بتاريخ 11 July 2015.
- Commonwealth Bank Act 1920، Act No. 43 of 30 November 1920. اطلع عليه بتاريخ 2 August 2015.